# Ian Sharman
Pour les articles homonymes, voir Sharman.
Ian Sharman est un athlète britannique né le 30 août 1980. Spécialiste de l'ultra-trail, il a notamment remporté la Leadville Trail 100 à quatre reprises en 2013, 2015, 2016 et 2017.

## Résultats
| no  | masculin           | Course              | Longueur | Départ           | Temps            |
| --- | ------------------ | ------------------- | -------- | ---------------- | ---------------- |
| 1er | Médaille d'or      | Leadville Trail 100 | 100 mi   | 17 août 2013     | 16 h 30 min 02 s |
| 2e  | Médaille d'argent  | Wasatch Front 100   | 100 mi   | 6 septembre 2013 | 21 h 01 min 30 s |
| 3e  | Médaille de bronze | Leadville Trail 100 | 100 mi   | 16 août 2014     | 16 h 41 min 38 s |
| 1er | Médaille d'or      | Leadville Trail 100 | 100 mi   | 22 août 2015     | 16 h 33 min 54 s |
| 3e  | Médaille de bronze | American River 50   | 50 mi    | 2 avril 2016     | 6 h 17 min 04 s  |
| 1er | Médaille d'or      | Leadville Trail 100 | 100 mi   | 20 août 2016     | 16 h 22 min 39 s |
| 1er | Médaille d'or      | Leadville Trail 100 | 100 mi   | 19 août 2017     | 17 h 34 min 51 s |